# Aleksandr Ivanovič Ėrtel'
Aleksandr Ivanovič Ėrtel' (in russo Александр Иванович Эртель?; Zadonsk, 7 luglio 1855 – Mosca, 7 febbraio 1908) è stato un romanziere russo.

## Biografia
Aleksandr Ėrtel' nacque in una famiglia contadina e trascorse l'infanzia e l'adolescenza in un piccolo villaggio. Suo padre, Ivan Aleksandrovič Ėrtel', era a sua volta figlio di Ludwig Ėrtel', un soldato tedesco della Grande Armata fatto prigioniero durante la Campagna di Russia; la madre, Avdot'ja Petrovna Panova, era figlia illegittima di un possidente agricolo di Zadonsk, tale Beer. Ėrtel' cominciò a lavorare come agricoltore fin dall'età di dodici anni. Autodidatta, fin da bambino fu un appassionato lettore della Bibbia, di testi storici e agiografici. Nell'adolescenza fu un avido lettore di romanzi appassionandosi soprattutto ai romanzi di Turgenev e a Guerra e Pace di Tolstoj.
Ebbe un breve periodo di grande notorietà, per i suoi romanzi e i suoi racconti a sfondo realistico, composti sotto l'influenza di Turgenev e Tolstoj, i quali suscitarono interesse anche per le concezioni politiche e religiose dell'autore. In giovane età Ėrtel' aveva aderito al Populismo interessandosi soprattutto al problema dell'emancipazione delle masse contadine. I temi e gli ambienti prediletti sono evidenti già nella sua prima opera letteraria, «Noč' na pokose» (Una notte di Haymaking, 1875), scritta nel villaggio natale, come nei lavori successivi, «Pereselency» (Emigranti, 1878) e «Pis'mo iz Usmanskogo uezda» (Una Lettera dall'Uezd di Usman', 1879) scritti a San Pietroburgo dove Ėrtel' si era trasferito nel 1879 trovando lavoro come bibliotecario.
A San Pietroburgo, Ėrtel' cominciò ad abbozzare il suo «Zapiski stepnjaka» (Schizzi di un abitante della steppa, 1880-1882), che dovette tuttavia interrompere per un episodio di emottisi tubercolare che lo costrinse a ritornare a casa (1880); Zapiski stepnjaka, completata nel 1882, è interessante anche dal punto di vista antropologico in quanto viene registrato il cambiamento nel panorama sociale di fine '800 allorché la razionalizzazione della produzione agricolo comporta la sostituzione, nella direzione delle imprese agricole, della piccola nobiltà con la nuova borghesia agraria. Anche il romanzo «Gardeniny, ich dvornja, priveržency i vragi» (I Gardenin, la loro servitù, i loro seguaci e i loro nemici, 1889), il capolavoro di Ėrtel', indipendentemente dalla visione ideologica che lo ispira, mostra un ben riuscito quadro poetico della vita russa in una tenuta. Meno riuscito è invece l'altro romanzo, «Smena» (Il cambio, 1890), che ha per soggetto l'intellighenzia russa in declino.
Ėrtel' è stata una meteora. Osservava Ivan Alekseevič Bunin nel 1929, quando la fama di Ėrtel' era già declinata:
(Ivan Alekseevič Bunin, Night of denial: stories and novellas, Northwestern University Press, 2006, ISBN 0810114038, ISBN 9780810114036)

## Opere
- Aleksandr Ivanovic Ėrtel, Sobranie socinenij A. I. Ertelja v semi tomach s portretom i faksimile avtora i kritiko-biograficeskoj stat'ej F. D. Batjuskova. Moskva : "Moskovskoe k-vo", 1909
- Aleksandr Ivanovic Ėrtel, Smena: roman v dvuch castjach. Nju-Jork : Izd. im. Cechova, 1954
- Aleksandr Ivanovic Ėrtel, Gardeniny : ih dvornja, priveržency i vragi. Moskva : Hudozestvennaja literatura, 1987
- Aleksandr Ivanovic Ėrtel, Zapiski Stepnjaka : ocerki i razskazy. S.-Peterburg : Izdanie O. I. Baksta
- Aleksandr Ivanovic Ėrtel, Rasskazy, ocerki, povest', pis'ma. Voronez : Central'no-Cernozemnoe kniznoe izd., 1984